# Norfolk (langue)
Pour les articles homonymes, voir Norfolk.
Le norfolk (ou norfuk) est la langue de l'île Norfolk. Elle est dérivée de l'anglais et du tahitien. 
Le norfolk est proche du pitcairnais.
Le norfolk est parlé par 650 locuteurs à Norfolk, soit environ 33 % des résidents de l'île. Il diffère du créole parlé à Pitcairn par des variantes, issues de quelque 150 ans d'isolement entre les deux créoles, après le départ vers les îles Norfolk de natifs de Pitcairn, au milieu du XIXe siècle.
Ainsi, le vocabulaire a reçu des mots anglais, et certains mots d'origine polynésienne peuvent avoir un autre sens ou ne sont plus utilisés.